# Zeta Pyxidis
Désignations
• ζ Pyx A : CD-29 6544, CPD-29 2756, NSV 4186

Zeta Pyxidis (ζ Pyxidis / ζ Pyx) est une étoile binaire de la constellation australe de la Boussole. Elle est visible à l'œil nu avec une magnitude apparente combinée de 4,88. D'après la mesure de leur parallaxe annuelle par le satellite Gaia, les étoiles du systèmes sont distantes d'environ 72 pc (∼235 al) de la Terre,.
L'étoile primaire, désignée Zeta Pyxidis A, est une géante jaune de type spectral G6 IIIb CN-0,5, avec le suffixe « CN-0,5 » qui indique qu'elle possède des raies d'absorption du cyanogène anormalement faibles. L'étoile est presque deux fois plus massive que le Soleil et son âge est estimé à 1,88 milliard d'années. Il s'agit d'une étoile du red clump, c'est-à-dire qu'elle génère son énergie par la fusion de l'hélium dans son noyau. Elle est 69 fois plus lumineuse que le Soleil et sa température de surface est de 4 876 K.
Son compagnon, Zeta Pyxidis B, est une étoile de magnitude 9,59. En date de 2016, elle était localisée à une distance angulaire de 52,40 secondes d'arc et à un angle de position de 61° de Zeta Pyxidis A.